# Шпалери

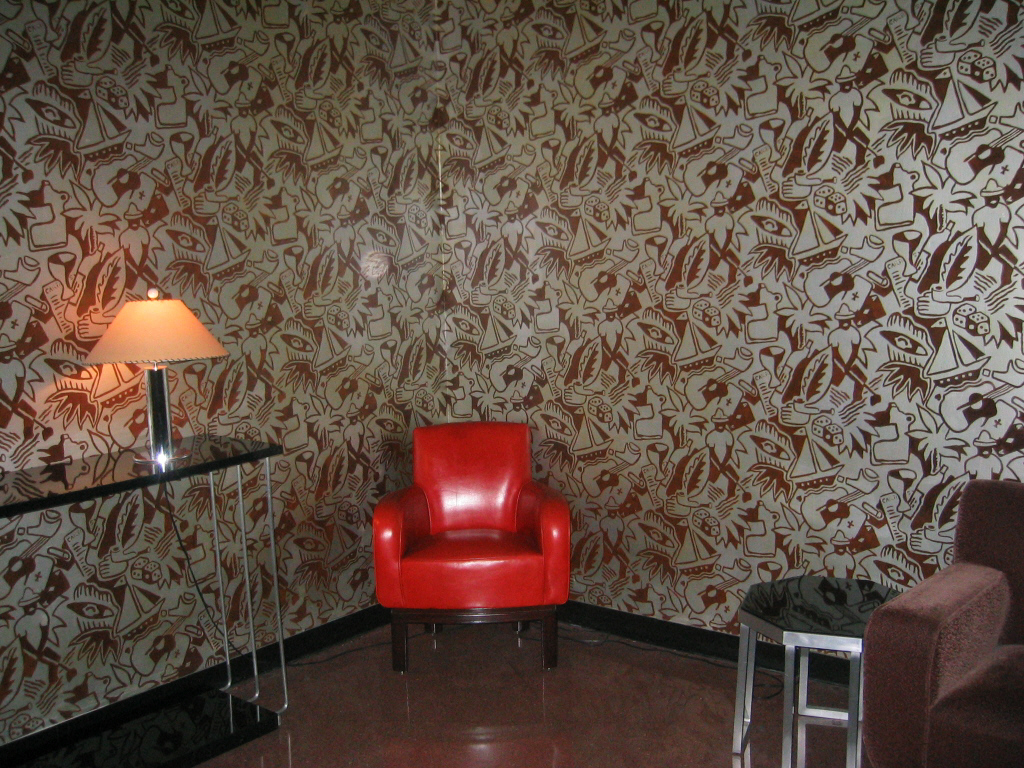
Стіни, покриті шпалерами

Шпале́ри (через пол. szpaler і нім. Spalier від італ. spalliera) — рулонний матеріал із різною основою та різним декоративним покриттям, який кріпиться до поверхні стін за допомогою клею. Особу, що займається виготовленням та застосуванням шпалер, називають відповідно шпалерником. Зокрема, у французьких королів були особисті шпалерники. Так згідно з відомостями, батько відомого французького драматурга Мольєра був королівським шпалерником Людовика XIII.

## Історичні відомості
У XV столітті почало розвиватися паперове виробництво й з'явилися перші шпалери в Європі.
Тиснені (рельєфні) шпалери вперше виготовили англійці у XVII столітті.
Першу фабрику з виробництва шпалер заснував французький майстер Ревеілон у 1752 році.
Перша машина, яка могла друкувати довгі рулони паперу, з'явилася в 1785 році.

## Застосування шпалер
За допомогою шпалер можна не тільки прикрасити приміщення, але і зробити його затишнішим, без зайвих клопотів і великих витрат. Їхня основна перевага: на противагу всім іншим декоративним матеріалам, шпалери — готовий матеріал, що постачається в рулонах і не вимагає після обклеювання стін додаткової роботи.

## Різні побічні класифікації

### За вагою
- легкі — тонкі паперові шпалери;
- середньої ваги — вінілові, флізелінові, текстильні, під фарбування та ін.;
- тяжкі шпалери — склошпалери, металеві, вінілові на нетканій підложці.

### За вологостійкістю
- звичайні — ті, що не проходять ніякої обробки з метою підвищення вологостійкості — витримують тільки суху протирку або обробку пилососом;
- вологостійкі — мають спеціальне покриття, що витримує протирку вологою ганчіркою без застосування миючих засобів;
- ті, що миються — витримують таку ж протирку, але вже з додаванням миючого засобу;
- супер — ті, що миються — витримують не тільки протирку ганчіркою, але й миття зі щіткою та миючим засобом.

### За зовнішнім виглядом
- гладкі;
- з рельєфним зображенням — тиснені, гофрировані;
- що імітують текстуру різноманітних матеріалів — штукатурка, байрамікс тощо

### За наявністю зображення
- гладкі однокольорові;
- з зображенням (у свою чергу ці шпалери розділяються на ті, що не потребують підгонки, та ті, що її потребують).

### Під фарбування
- ті, що не йдуть під фарбування;
- ті, що йдуть під фарбування, тобто ті, які можна фарбувати самому, та навіть декілька разів перефарбовувати. Шпалери під фарбування можуть бути паперові, флізелінові та склошпалери (див. основну класифікацію).

### Самоклейні
- ті, що не є самоклейними;
- самоклейні шпалери, на які вже нанесений шар клею, та для клеєння на стіни їх треба тільки попередньо потримати у воді.

## Основна класифікація: за матеріалом та технологією виготовлення

### Паперові
Паперові шпалери складаються з паперу, на який друкарським способом нанесено зображення.
За кількістю шарів у їх структурі, за товщиною, вони бувають 3 видів:
- симплекс — одинарні;
- дуплекс — у вигляді двох зпресованих між собою шарів паперу;
- зі ще одним додатковим шаром (наприклад — латекс зверху, чи шар деревної стружки між двох паперових шарів).

Крім того, паперові шпалери можуть бути також вологостійкими. Верхній шар таких шпалер покритий водостійкими латексами та лаками, що створюють глянцеву або матову плівку. Вони, як і звичайні паперові, також екологічно чисті.

### Акрилові
Складаються з двох шарів: нижній — паперовий, верхній — акриловий. На верхній шар крапельним методом наноситься малюнок.

### Вінілові
Складаються з 2-х шарів: нижній — міцний папір або флізелінова основа з нетканих матеріалів, та верхній — полівінілхлоридна плівка, ПВХ, з назви якої й пішла назва самих шпалер — вінілові.
На поверхню верхнього шару наносять малюнок або тиснення. Бувають трьох категорій:
- спінений вініл — товсті, рел'єфні шпалери;
- плоский вініл — наприклад, шовкографія (верхній шар — вініл з шовковими нитками);
- щільний («кухонний») вініл — вологостійкі вінілові шпалери (часто використовуються у ванних кімнатах або кухнях).

Технология виготовлення вінілових шпалер постійно удосконалюється, створюються нові та нові структури та фактури шпалер — у вініл вкрапляють льон, шовк, бавовна, велюр, текстиль.
Клеїти вінілові шпалери на флізеліновій основі, на відміну від інших видів шпалер, необхідно наносячи клей на стіни, а не на листи шпалер[джерело?].

### Текстильні
Текстильні шпалери являють собою текстильне полотно (бавовна, льон та ін.), з'єднане з основою — папером або флізеліном. Використання різного роду ниток забезпечує будь-яку структуру та задовольняє будь-яким вимогам сучасного дизайну. Мають підвищені теплоізоляційні та шумопоглинаючі властивості, підвищену світлостійкість.

### Натуральні
Натуральні шпалери — це волокна певних рослин, наклеєні на паперову або флізелінову основу.

### Флізелінові
Флізелін — це екологічно чистий нетканий матеріал із пресованих змішаних волокон натуральної целюлози і синтетичних волокон. Складаються з двох шарів. Шар полівінілу наноситься на неткане полотно з целюлози або синтетичних матеріалів. Добре пропускають повітря, доволі міцні.

### Склошпалери
До складу цих шпалер входять: пісок, сода і вапно. Спочатку виготовляють скловолокнисту нитку, з якої пізніше плетуть самі шпалери.

### Металеві
Металеві шпалери виготовляються шляхом покриття паперової основи тонким шаром фольги, після чого на поверхню шпалер наноситься тиснення або малюнок.

### Рідкі
Рідкі шпалери — дрібна стружка, до складу якої входить сухий матеріал, просочений клеєм.

### Тафтинг-шпалери (килимові)
є шпалерами з тканинною основою, з прикріпленими синтетичними волокнами.

### Шпалери-листя
Основа у них паперова, в дизайні верхнього шару використані листя рослин. Виглядає ефектно, але ці шпалери вимагають дбайливого поводження, т.к. висушене листя — дуже крихкий матеріал.

### Очеретяні шпалери
Очеретяні шпалери бувають самих різних кольорів, мають «живий» малюнок. Як основу використовують рисовий папір або папірусне полотно. Такі шпалери мають тривалий термін служби.

### Пробкові шпалери
Пробкові шпалери виготовляють з пресованої коркової крихти, на яку зверху наносять шпон з пробки. За своїми характеристиками пробкові шпалери не поступаються корковим плитам, але коштують дешевше. Останнім часом на ринку з'явилася новинка — самоклейні пробкові шпалери.

### Шпалери з деревного шпону
Шпалери з деревного шпону виготовляються з щільного паперу, на яку наноситься шпон цінних порід деревини (товщина шпону 0,1 мм). Зовнішній вигляд у них цілком на рівні, а вартість помітно нижче, ніж у аналогічних панелей з деревини. Служать шпалери з деревного шпону довго, вони не вицвітають і не вимагають особливого догляду.